# Grand Trunk Corporation
Die Grand Trunk Corporation (GTW) ist eine Class-1-Eisenbahngesellschaft in den USA. Sitz des Unternehmens ist Montreal. Das Unternehmen ist eine hundertprozentige Tochtergesellschaft der Canadian National Railway (CN). Es ist für die gesamten Eisenbahnaktivitäten der CN in den Vereinigten Staaten zuständig.
Sie befährt eine Strecke von 10.447 km, davon sind 9.680 km in eigenem Besitz. Das Unternehmen besaß 2003 649 Lokomotiven, 6.214 Angestellte und erwirtschaftete bei 1,175 Mio. Wagenladungen einen Umsatz von 1,54 Mrd. $.

## Geschichte
Am 20. Dezember 1918 wurde mit der Gründung der staatlichen Canadian National Railways beschlossen, die bankrotten oder vom Bankrott gefährdeten Eisenbahnen in Kanada zu übernehmen. In diesem Zusammenhang war vorgesehen, das Grand Trunk Railway System (GTR) und deren Tochtergesellschaft Grand Trunk Western (GTW) zu übernehmen. Am 21. Mai 1920 erfolgte diese Übernahme. Durch Streitigkeiten mit den ehemaligen Aktieninhabern konnte die Fusion erst am 30. Januar 1923 abgeschlossen werden.
Als Folge entstand die Grand Trunk Western für die Strecken von Port Huron und Detroit bis nach Chicago sowie Grand Trunk Eastern für die Strecke von Island Pond bis Portland. Diese war jedoch mit der Fusion nicht mehr eigenständig, sondern ins Netz der CN integriert und wurde als Berlin Subdivison betrieben.
In den 1960er Jahren wurde die Bezeichnung an den Lokomotiven von GTW in GT geändert und analog dem CN-Logo dargestellt.
1970 wurde durch die Canadian National Railways im Rahmen einer Umstrukturierung die Grand Trunk Corporation als Holding gegründet. In diese Gesellschaft wurden die CN-Töchter Grand Trunk Western, Duluth, Winnipeg and Pacific Railway und die Central Vermont Railway sowie die Grand Trunk Eastern integriert. Letztere wurde 1989 an die St. Lawrence and Atlantic Railroad und die Central Vermont 1995 an RailTex (später RailAmerica) verkauft.
Auch die späteren Erwerbungen der CN Detroit, Toledo and Ironton Railroad (1997 weiterverkauft an RailTex (später RailAmerica)), Wisconsin Central Ltd., Illinois Central Railroad und Great Lakes Transportation wurden der Grand Trunk Corporation unterstellt.
Das in den 1960er Jahren eingeführte Farbschema der Canadian National Railway in rot-weiß-schwarz wird seit 1995 auch auf die Lokomotiven der Grand Trunk Corporation bzw. deren Tochterunternehmen angewandt. Die Zugehörigkeit ist nur durch den AAR-Code am Führerhaus erkennbar.